# Nesoclopeus
Nesoclopeus é um género de ave da família Rallidae.
Este género contém as seguintes espécies:
- Nesoclopeus poecilopterus - extinta (c. 1980)
- Nesoclopeus woodfordi